# ミッキーゴージャス
ミッキーゴージャス（欧字名:Mikki Gorgeous、2020年4月3日 - ）は、日本の競走馬。2024年の愛知杯の勝ち馬である。
馬名の意味は、冠名+豪華な。

## 戦績

### 3歳（2023年）
2023年2月19日、小倉競馬場第5レースの3歳未勝利戦（芝2000m）で斎藤新を鞍上にデビュー。前団から上り最速の脚で抜け出し、デビュー戦を勝利で飾った。4月8日の1勝クラスでは、戸崎圭太を背に出走。上り最速の脚で駆け抜け、2連勝となった。
次走は初の重賞競走挑戦・GI挑戦として5月21日に東京競馬場で行われた優駿牝馬（GI・芝2400m）に出走。スタートの出遅れが影響し、道中は後方から先頭を追走する形に。直線でも本来の力を発揮できず、1着のリバティアイランドから3秒つけられ、14着で入線した。
8月26日の2勝クラス・西海賞は1番人気に推され、前団につける競馬が出来たが、5着に敗れた。続く9月24日、2勝クラス・夕月特別は、新コンビに川田将雅を起用。ここでも前目につけ、勝利を収めた。11月11日の3勝クラス・修学院Sでも1番人気に推され、人気に応える形で勝利。見事にオープン入りを果たした。

### 4歳（2024年）
4歳緒戦は、1月14日の愛知杯（GIII・芝2000m）から始動。今回は後方からスタートしたが、段々とレースが進むにつれて順位をあげ、4コーナーで先頭に立ち、後続から追い込んでくるタガノパッションを抑え、3連勝で見事重賞初制覇を飾った。

## 競走成績
以下の内容は、JBISサーチおよびnetkeiba.comの情報に基づく。
| 競走日     | 競馬場 | 競走名       | 格   | 距離（馬場）  | 頭 数 | 枠 番 | 馬 番 | オッズ （人気） | 着順 | タイム （上り3F） | 着差 | 騎手        | 斤量 [kg] | 1着馬（2着馬）         | 馬体重 [kg] |
| ---------- | ------ | ------------ | ---- | ------------- | ----- | ----- | ----- | --------------- | ---- | ----------------- | ---- | ----------- | --------- | ---------------------- | ----------- |
| 2023.02.19 | 小倉   | 3歳未勝利    |      | 芝2000m（重） | 18    | 5     | 10    | 003.80（1人）   | 01着 | R2:04.2（36.7）   | -0.8 | 0斎藤新     | 54        | （フォーチュンコード） | 440         |
| 0000.04.08 | 中山   | 3歳1勝クラス |      | 芝1800m（稍） | 10    | 7     | 7     | 001.40（1人）   | 01着 | R1:49.5（35.0）   | -0.2 | 0戸崎圭太   | 54        | （アップトゥミー）     | 436         |
| 0000.05.21 | 東京   | 優駿牝馬     | GI   | 芝2400m（良） | 18    | 6     | 11    | 044.30（9人）   | 14着 | R2:26.1（35.9）   | -3.0 | 0戸崎圭太   | 55        | リバティアイランド     | 440         |
| 0000.08.26 | 小倉   | 西海賞       | 2勝  | 芝2000m（良） | 10    | 8     | 9     | 001.40（1人）   | 05着 | R2:01.1（36.0）   | -0.1 | 0斎藤新     | 53        | ピピオラ               | 448         |
| 0000.09.24 | 阪神   | 夕月特別     | 2勝  | 芝2000m（良） | 11    | 1     | 1     | 001.90（1人）   | 01着 | R1:58.8（34.1）   | -0.1 | 0川田将雅   | 53        | （ヘネラルカレーラ）   | 448         |
| 0000.11.11 | 京都   | 修学院S      | 3勝  | 芝2000m（稍） | 16    | 5     | 9     | 002.70（1人）   | 01着 | R1:59.3（35.0）   | -0.2 | 0川田将雅   | 53        | （エアサージュ）       | 448         |
| 2024.01.13 | 小倉   | 愛知杯       | GIII | 芝2000m（良） | 14    | 7     | 12    | 002.00（1人）   | 01着 | R1:57.9（35.5）   | -0.1 | 0川田将雅   | 54        | （タガノパッション）   | 450         |
| 0000.03.31 | 阪神   | 大阪杯       | GI   | 芝2000m（良） | 16    | 1     | 1     | 021.2（10人）   | 14着 | R1:59.5（34.9）   | -1.3 | 0M.デムーロ | 56        | ベラジオオペラ         | 444         |
| 0000.06.16 | 京都   | マーメイドS  | GIII | 芝2000m（良） | 16    | 2     | 4     | 007.50（2人）   | 13着 | R1:58.6（35.9）   | -1.4 | 0浜中俊     | 56.5      | アリスヴェリテ         | 452         |

- 競走成績は2024年6月16日現在

## 血統表
| ミッキーゴージャスの血統      | ミッキーゴージャスの血統                       | ミッキーゴージャスの血統                   | （血統表の出典）                           | （血統表の出典） |
| 父系                          | キングマンボ系（ミスタープロスペクター系）     | キングマンボ系（ミスタープロスペクター系） | キングマンボ系（ミスタープロスペクター系） |                  |
| 父 ミッキーロケット 2013 鹿毛 | 父の父キングカメハメハ 2001 鹿毛               | Kingmambo                                  | Mr. Prospector                             | Mr. Prospector   |
| 父 ミッキーロケット 2013 鹿毛 | 父の父キングカメハメハ 2001 鹿毛               | Kingmambo                                  | Miesque                                    |                  |
| 父 ミッキーロケット 2013 鹿毛 | 父の父キングカメハメハ 2001 鹿毛               | マンファス                                 | ラストタイクーン                           | ラストタイクーン |
| 父 ミッキーロケット 2013 鹿毛 | 父の父キングカメハメハ 2001 鹿毛               | マンファス                                 | Pilot Bird                                 |                  |
| 父 ミッキーロケット 2013 鹿毛 | 父の母マネーキャントバイミーラヴ 2006 鹿毛     | Pivotal                                    | Polar Falcon                               | Polar Falcon     |
| 父 ミッキーロケット 2013 鹿毛 | 父の母マネーキャントバイミーラヴ 2006 鹿毛     | Pivotal                                    | Fearless Revival                           |                  |
| 父 ミッキーロケット 2013 鹿毛 | 父の母マネーキャントバイミーラヴ 2006 鹿毛     | Sabreon                                    | Caerleon                                   | Caerleon         |
| 父 ミッキーロケット 2013 鹿毛 | 父の母マネーキャントバイミーラヴ 2006 鹿毛     | Sabreon                                    | Sabria                                     |                  |
| 母 ミッキークイーン 2012 鹿毛 | 母の父ディープインパクト 2002 鹿毛             | サンデーサイレンス                         | Halo                                       | Halo             |
| 母 ミッキークイーン 2012 鹿毛 | 母の父ディープインパクト 2002 鹿毛             | サンデーサイレンス                         | Wishing Well                               |                  |
| 母 ミッキークイーン 2012 鹿毛 | 母の父ディープインパクト 2002 鹿毛             | ウインドインハーヘア                       | Alzao                                      | Alzao            |
| 母 ミッキークイーン 2012 鹿毛 | 母の父ディープインパクト 2002 鹿毛             | ウインドインハーヘア                       | Burghclere                                 |                  |
| 母 ミッキークイーン 2012 鹿毛 | 母の母ミュージカルウェイ Musical Way 2002 栗毛 | Gold Away                                  | Goldneyev                                  | Goldneyev        |
| 母 ミッキークイーン 2012 鹿毛 | 母の母ミュージカルウェイ Musical Way 2002 栗毛 | Gold Away                                  | Blushing Away                              |                  |
| 母 ミッキークイーン 2012 鹿毛 | 母の母ミュージカルウェイ Musical Way 2002 栗毛 | Mulika                                     | Procida                                    | Procida          |
| 母 ミッキークイーン 2012 鹿毛 | 母の母ミュージカルウェイ Musical Way 2002 栗毛 | Mulika                                     | Gazelia                                    |                  |
| 母系(F-No.)                   | (FN:2-s)                                       | (FN:2-s)                                   | (FN:2-s)                                   |                  |
| 5代内の近親交配               | Nureyev 5×5･5 Mr. Prospector 5×5               | Nureyev 5×5･5 Mr. Prospector 5×5           | Nureyev 5×5･5 Mr. Prospector 5×5           |                  |
| 出典                          | 1.                                             | 1.                                         | 1.                                         | 1.               |

- 母・ミッキークイーンは2015年の優駿牝馬、秋華賞勝ち馬。
- いとこにブレイディヴェーグ（父ロードカナロア 2023年エリザベス女王杯）、エピファニー（父エピファネイア 2024年小倉大賞典）、ショウヘイ（父サートゥルナーリア 2025年京都新聞杯）。